# 上坂高生
上坂 高生（うえさか たかお、1926年（大正15年）12月20日 - 2012年（平成24年）11月4日）は、日本の作家、小学校教師。

## 来歴・人物
兵庫県生まれ。兵庫師範学校卒業。早稲田大学中退。
1955年（昭和30年）、「みち潮」で第1回小説新潮賞受賞。同人誌『碑』を主宰。
おもに横浜が舞台の作品を多く発表し、2001年（平成13年）には第7回横浜文学賞を受賞した。
2012年（平成24年）11月4日、老衰のため死去。85歳没。

## 著書
- 『消えた子』公立学校共済組合本部 1968 文芸広場叢書
- 『冬型気圧配置』栄光出版社 1970
- 『聖域の他に求めず』栄光出版社 1972
- 『谷間の養鶏場』栄光出版社 1974
- 『信彦と新しい仲間たち』中島保彦画 童心社 1975
- 『あかりのない夜』藤沢友一画 童心社 1977 のちフォア文庫
- 『近代建築のパイオニア 防災建築にうちこんだ遠藤於莵』石倉欣二画 PHP研究所・PHPこころのノンフィクション 1983
- 『空が落ちてくる 横浜大空襲』藤沢友一画 有隣堂 1983
- 『閉塞前線 自殺した教師たちの墓碑銘』一光社 1988
- 『ダンプリスト』沖積舎 1992
- 『雨降りしきる』武蔵野書房 1994
- 『有馬頼義と丹羽文雄の周辺 「石の会」と「文学者」』武蔵野書房 1995
- 『緋の衣』武蔵野書房 1996
- 『鎌倉静寂』沖積舎 1998
- 『箱根降路 但馬焔夏』沖積舎 2000
- 『女医』沖積舎 2002
- 『賞の通知』武蔵野書房 2004
- 『ベレー帽の行方』武蔵野書房 2008